# Amplirhagada questroana
Amplirhagada questroana е вид коремоного от семейство Camaenidae. Видът е застрашен от изчезване.

## Разпространение
Разпространен е в Австралия.